# 乔治·盖齐
乔治·盖齐（義大利語：Giorgio Ghezzi，1930年7月11日—1990年12月12日），意大利男子足球运动员，场上位置是守门员。他曾代表意大利国家队参加1954年国际足联世界杯，结果获得第十名。